# 穆伊薩湖
穆伊薩湖（白俄羅斯語：Муйса）是白俄羅斯的湖泊，位於布拉斯拉夫以西18公里，毗鄰與立陶宛接壤的邊界，由維捷布斯克州負責管轄，長2.01公里、寬1.27公里，面積1.6平方公里，流域面積177平方公里，湖岸線長度6公里，最大水深3.9米。